# Turnhalle Malchin

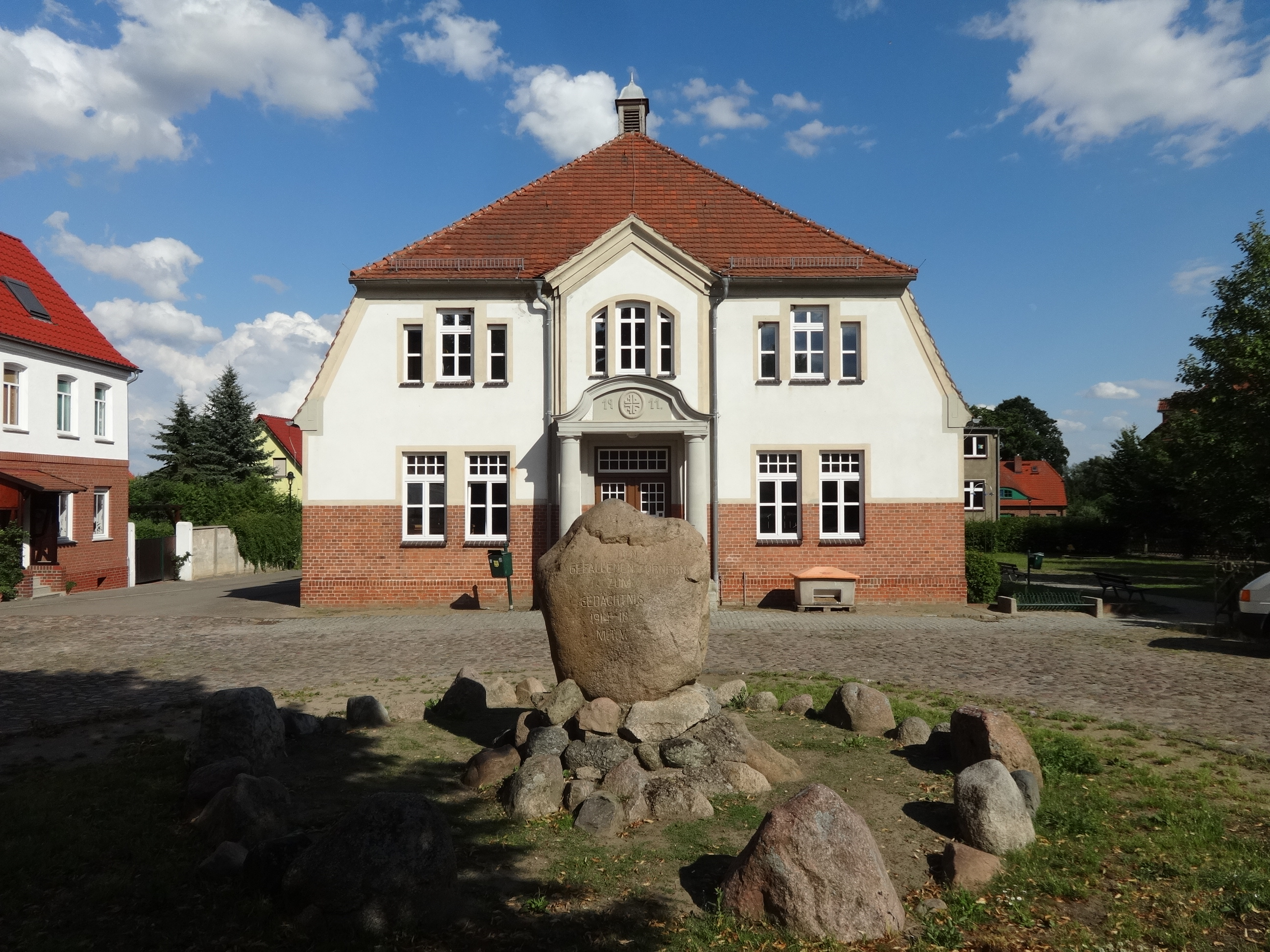
Turnhalle Malchin

Die alte Turnhalle Malchin in Malchin, Lindenstraße, stammt von 1911. Das Gebäude steht unter Denkmalschutz.

## Geschichte
Männerturnvereine wurden mehrfach gegründet; bestehen blieb für längere Zeit der bürgerliche M.T.V. von 1879. Für den Bau einer Turnhalle wurde ein Fonds aufgelegt. Erst das energische Engagement von Bürgermeister (1910–1914) Richard Faull bewirkte die Realisierung der Turnhalle.
Das eingeschossige historisierende verputzte Gebäude mit einem Mansarddach, den drei Dachreitern, einem Klinkersockel und drei seitlichen Giebelrisaliten wurde 1911 gebaut. Markant ist der zweigeschossige neoklassizistische Eingangsrisalit mit dem Symbol der Turner für „frisch, fromm, fröhlich, frei“ über dem Portal mit den zwei dorischen Säulen.
Zentralheizung, Gasbeleuchtung und fließendes Wasser gehörten zur Ausstattung. Die Halle diente vorwiegend der Nutzung für Turn- und Gymnastikübungen. Heute besteht als Traditionsverein der TSV Malchin von 1995.
Die Halle wurde zuletzt von der inzwischen aufgelösten Förderschule genutzt. Die Stadt informierte 2018, dass die Halle zu einem Veranstaltungssaal und einer kulturellen Begegnungsstätte umgebaut werden soll.
Vor der Halle wurde in den 1920er Jahren ein Feldstein als Gedenkstein für die gefallenen Turner aus dem Ersten Weltkrieg aufgestellt.